# Pangshura sylhetensis
Pangshura sylhetensis là một loài rùa trong họ Emydidae. Loài này được Jerdon mô tả khoa học đầu tiên năm 1870.

## Hình ảnh

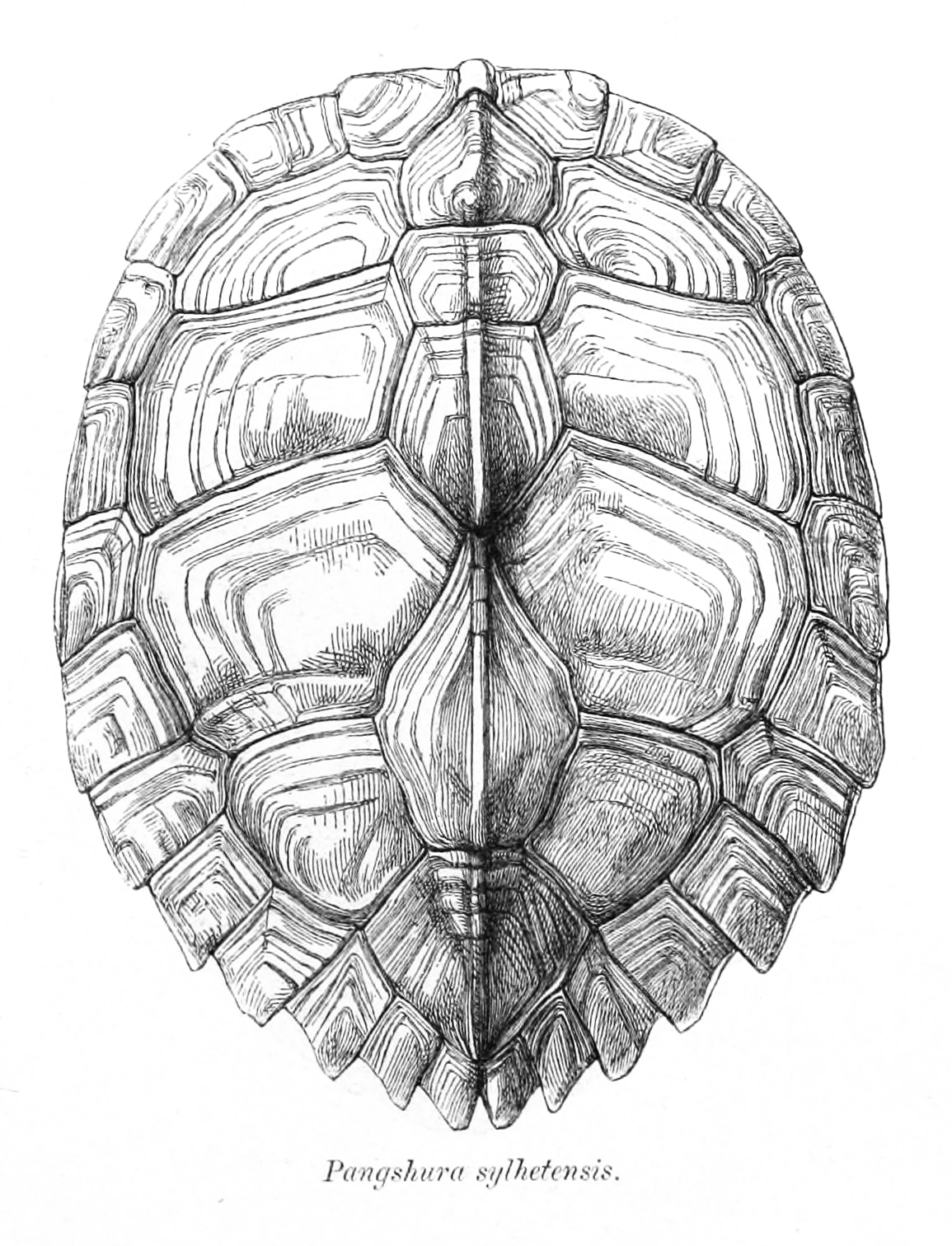